# SnipSnap
SnipSnap es una herramienta escrita en Java para weblogs y wikis muy fácil de instalar.
El aspecto visual de SnipSnap se parametriza con estilos CSS que permiten definir temas y que pueden ser cambiados por los usuarios. Soporta también internacionalización y juego de caracteres UTF-8.